# Coamix
Coamix est une maison d’édition japonaise de mangas. Son siège se situe dans le quartier de Kichijōji à Musashino dans la préfecture de Tokyo.

## Historique
Nobuhiko Horie, éditeur et scénariste de manga, souhaite créer une maison d'édition spécialement dédiée aux mangas, contrairement à la plupart des autres maisons d'édition qui éditent aussi d'autres types d'ouvrages. Il contacte ainsi plusieurs mangakas qui se joignent à lui pour cofonder la société Coamix.